# Katarzyna opolska
Katarzyna (ur. przed 26 marca 1367, zm. 6 czerwca 1420 w Kożuchowie) – córka księcia opolskiego Władysława Opolczyka i najprawdopodobniej księżniczki mazowieckiej Eufemii.

## Życiorys

### Filiacja
Filiacja Katarzyny opolskiej budzi kontrowersje w historiografii. Dawniej uważano, że matką Katarzyny była pierwsza żona Władysława Opolczyka, Elżbieta. Pogląd ten wynikał z błędnej datacji małżeństwa Władysława Opolczyka z Eufemią mazowiecką. Powszechnie sądzono, że do drugiego małżeństwa Opolczyka doszło ok. 1379. Obecnie uważa się, że zostało ono zawarte najpóźniej w 1366. Zatem Katarzyna była najprawdopodobniej córką Władysława Opolczyka z jego drugiego małżeństwa z Eufemią mazowiecką.

### Narodziny
Po raz pierwszy Katarzyna pojawia się w źródłach w dokumencie Karola IV Luksemburskiego z 26 marca 1367, na mocy którego spadkobiercami Władysława Opolczyka mogło być jego żeńskie potomstwo. W akcie tym Katarzyna jako jedyna córka księcia opolskiego została wymieniona z imienia. Urodziła się przed wystawieniem tego dokumentu. Geneza jej imienia nie została dostatecznie wyjaśniona. Możliwe, że jej miano nawiązuje do imienia bratowej jej babki ze strony ojca, Katarzyny, żony Henryka świdnickiego.

### Małżeństwo z Henrykiem Wróblem
Między 1378 a 25 czerwca 1388 Katarzyna poślubiła księcia głogowskiego i żagańskiego Henryka VIII Wróbla. Z tego małżeństwa pochodziło pięcioro dzieci:
- Jan I żagański,
- Henryk IX Starszy,
- Henryk X Rumpold,
- Wacław krośnieński,
- Anna żagańska – żona Kazimierza I oświęcimskiego.

### Wdowieństwo
Po śmierci Henryka Wróbla, zmarłego w Szprotawie 14 marca 1397, Katarzyna otrzymała w dożywocie ziemie w Kożuchowie i Zielonej Górze. Używała tytułu księżnej śląskiej oraz pani na Kożuchowie i Zielonej Górze. Zmarła w Kożuchowie 6 czerwca 1420 i została pochowana w kolegiacie Najświętszej Maryi Panny w Głogowie.